# Joëlle Bouvier
Pour les articles homonymes, voir Bouvier.
Joëlle Bouvier, née le 23 juillet 1959 à Neuchâtel en Suisse, est une danseuse et chorégraphe française de danse contemporaine.

## Biographie
Après une enfance passée à Neuchâtel, Joëlle Bouvier part à l'âge de dix-sept ans à Paris pour rejoindre son oncle, l'historien Jean-Louis Ferrier, afin de suivre des cours de danse et de fréquenter assidument le musée du Louvre. Pendant plus de quinze ans Joëlle Bouvier a formé avec Régis Obadia – rencontré à ses cours de danse – un duo indissociable, créateur de chorégraphies importantes de la Nouvelle danse française. Elle crée avec Régis Obadia la compagnie L'Esquisse en 1980 et écrit leur première chorégraphie Regard perdu. C'est le début d'une aventure et d'une collaboration fusionnelle pendant plus de quinze ans. Bouvier–Obadia devient un être bicéphale qui produit dix-sept chorégraphies jusqu'en 1998. Passions, émotions à vif, lyrisme, étaient la marque du duo incandescent. Ils dirigent ensemble le Centre chorégraphique national du Havre de 1986 à 1992, puis le Centre national de danse contemporaine (CNDC) d'Angers « L'Esquisse » de 1993 à 1998.
La séparation du couple Bouvier–Obadia date de 1998. Joëlle Bouvier poursuit depuis son travail personnel au sein de sa propre compagnie qui est restée résidente du CNDC d'Angers et qu'elle a continué de diriger jusqu'en 2003. Depuis janvier 2004, elle est en résidence aux Gémeaux à Sceaux.

## Chorégraphies

### Période Bouvier/Obadia
- 1980 : Regard perdu
- 1981 : Terre battue – premier prix au Concours de Bagnolet
- 1985 : Le Royaume millénaire
- 1986 : Derrière le mur
- 1988 : L'Étreinte, La Chambre[4], Les Heures défaites ou les Combats de la lampe et du jour
- 1989 : Welcome to Paradise[5]
- 1990 : La Lampe
- 1991 : La Noce
- 1992 : Une femme chaque nuit voyage en grand secret
- 1994 : L'Effraction du silence[6]
- 1996 : L'Irresponsabilité d'Apollon[7]
- 1996 : Les Chiens
- 1997 : Indaten

### Période Bouvier
- 1998 : Où en est la nuit ?
- 1999 : Fureurs[8] et Dépêche-toi ![9]
- 2000 : L'Oiseau loup

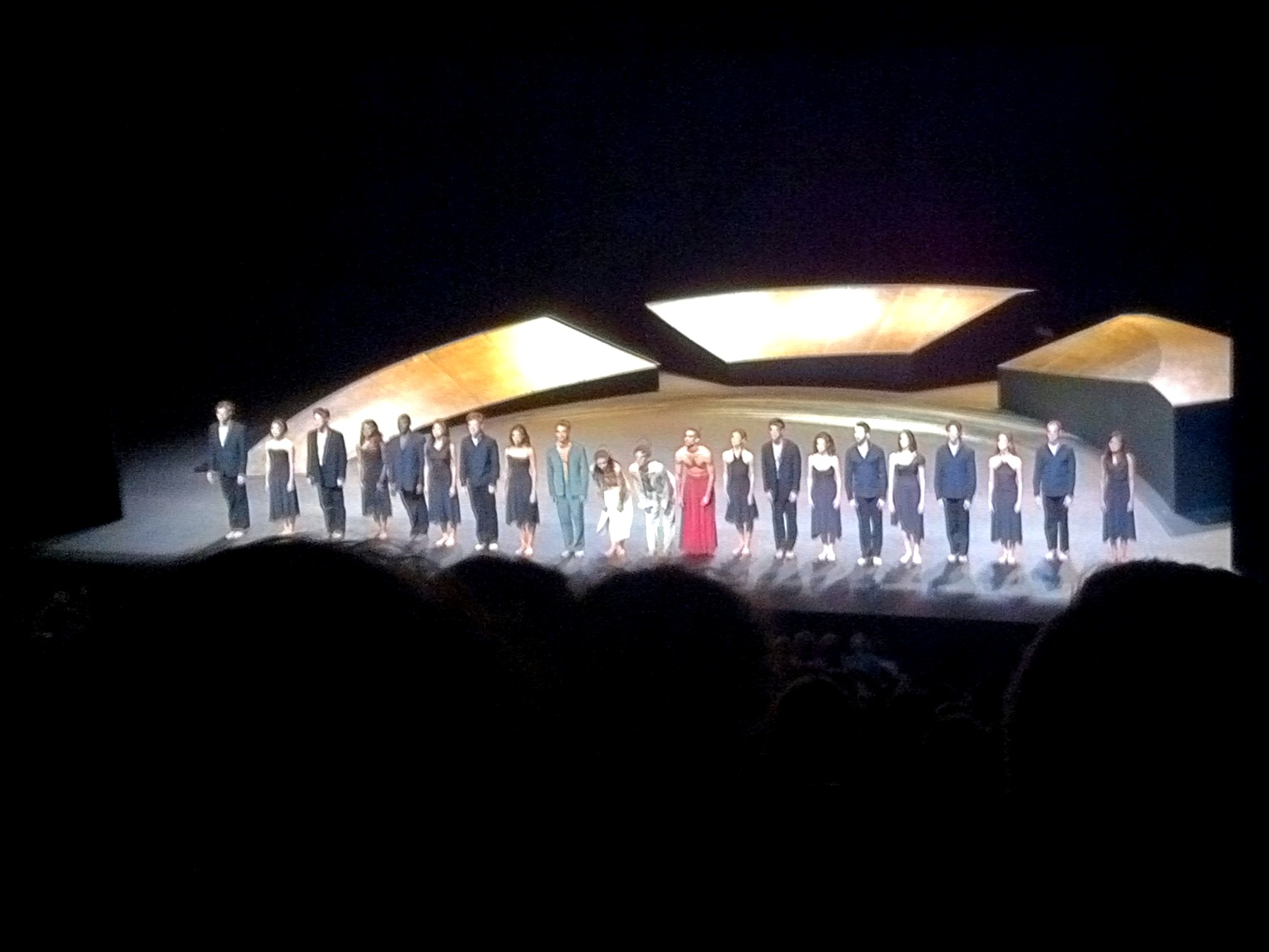
Roméo et Juliette en avril 2011 au théâtre de Chaillot.

- 2000 : Reprise de Welcome to Paradise par Monique Loudières et Kader Belarbi à l'opéra de Paris
- 2002 : De l'amour
- 2003 : Jeanne d'Arc pour les Ballets de Lorraine
- 2004 : Le Voyage d’Orphée
- 2006 : La Divine Comédie (d'après Dante)
- 2007 : Face à face
- 2007 : Dolls
- 2010 : Roméo et Juliette pour le Ballet du grand théâtre de Genève[10]
- 2015 : Salue pour moi le monde (d'après Tristan et Iseult de Richard Wagner)

## Prix et distinctions
- 1981 : 1er Prix de chorégraphie et Prix du Ministère de la Culture avec Régis Obadia au Concours de Bagnolet[11]
- 1992 : Grand Prix de la danse SACD[11]
- 1989 : Victoire de la musique du vidéo-clip avec Régis Obadia pour Casser la voix de Patrick Bruel
- 2000 : Officier de l'ordre des Arts et des Lettres (Chevalier en 1992)[11]
- 2015 : Prix de l'Institut neuchâtelois[12]
- 2023 : Commandeur de l'ordre des Arts et des Lettres[13]